# Hrubý Jeseník (ort)
Hrubý Jeseník är en ort i Tjeckien.   Den ligger i regionen Mellersta Böhmen, i den centrala delen av landet, 50 km öster om huvudstaden Prag. Hrubý Jeseník ligger 198 meter över havet och antalet invånare är 501.
Terrängen runt Hrubý Jeseník är platt. Runt Hrubý Jeseník är det ganska glesbefolkat, med 47 invånare per kvadratkilometer. Närmaste större samhälle är Nymburk, 8,1 km sydväst om Hrubý Jeseník. Trakten runt Hrubý Jeseník består till största delen av jordbruksmark.